# Suriname nos Jogos Pan-Americanos de 2011
Suriname participou dos Jogos Pan-Americanos de 2011, realizados na cidade de Guadalajara, no México.

## Desempenho

### Badminton
| Atleta               | Evento               | 1ª fase                         | 2ª fase                                 | Oitavas de final       | Quartas de final       | Semifinais             | Final                  | Pos.        |
| Atleta               | Evento               | Adversário e resultado          | Adversário e resultado                  | Adversário e resultado | Adversário e resultado | Adversário e resultado | Adversário e resultado | Pos.        |
| -------------------- | -------------------- | ------------------------------- | --------------------------------------- | ---------------------- | ---------------------- | ---------------------- | ---------------------- | ----------- |
| Michel Wongsodikromo | Individual masculino | BAR Andre Padmore V 21-8, 21-10 | CUB Ronald Toledo D 18-21, 21-14, 13-21 | Não avançou            | Não avançou            | Não avançou            | Não avançou            | Não avançou |
| Virgil Soeroredjo    | Individual masculino |                                 | CUB Olsni Guerrero D 11-21, 16-21       | Não avançou            | Não avançou            | Não avançou            | Não avançou            | Não avançou |
| Dylan Darmohoetomo   | Individual masculino |                                 | CHI Cristian Araya D 17-21, 17-21       | Não avançou            | Não avançou            | Não avançou            | Não avançou            | Não avançou |

Legenda
| Recorde mundial                  | Recorde mundial (World record)               |                       | Recorde africano                      | Recorde africano (African) |                                           | Q | Classificado por posição (Qualified) |
| Recorde dos Jogos Pan-Americanos | Recorde pan-americano (Pan-American record)  | Recorde da América    | Recorde da América (Americas)         | q                          | Classificado por melhor tempo (Qualified) |   |                                      |
| Melhor marca do ano              | Melhor marca do ano (World leading)          | Recorde asiático      | Recorde asiático (Asian)              | DNS                        | Não largou (Did not start)                |   |                                      |
| Recorde nacional                 | Recorde nacional (National record)           | Recorde europeu       | Recorde europeu (European)            | DNF                        | Não terminou (Did not finish)             |   |                                      |
| Recorde pessoal                  | Recorde pessoal do atleta (Personal best)    | Recorde da Oceania    | Recorde da Oceania (Oceania)          | DSQ / DQ                   | Desclassificado (Disqualified)            |   |                                      |
| Recorde da temporada             | Recorde da temporada do atleta (Season best) | Recorde sul-americano | Recorde sul-americano (South America) | NM                         | Sem marca (No mark)                       |   |                                      |